# Joseph Doré
Pierre Aimé Marie Doré (Arlon, 26 settembre 1936) è un teologo, storico delle religioni e arcivescovo cattolico francese.

## Biografia
Monsignor Joseph Doré nacque ad Arlon il 26 settembre 1936.

### Formazione e ministero sacerdotale
Studiò ad Ancenis e dopo aver prestato servizio nella guerra d'Algeria entrò nel seminario di Nantes.
Il 22 ottobre 1961 fu ordinato diacono nella cappella de seminario maggiore di Nantes da monsignor Jean-Joseph-Léonce Villepelet. Il 21 dicembre successivo fu ordinato presbitero per la diocesi di Nantes nella chiesa di Santa Teresa del Bambin Gesù a Nantes da monsignor Jean-Joseph-Léonce Villepelet. L'anno seguente entrò nella Compagnia dei sacerdoti di San Sulpizio. Studiò per un anno all'Institut catholique di Parigi e poi fu inviato a Roma dove conseguì il dottorato in teologia. Da quel momento, frequentò regolarmente lezioni in Germania, comprese quelle dell'allora professore Joseph Ratzinger, il futuro papa Benedetto XVI.
Per sei anni, dal 1965 al 1971, fu direttore e professore nel seminario maggiore di Nantes, dove insegnò teologia fondamentale. Nel 1971 fu nominato direttore del seminario dei carmelitani, un seminario dell'Institut catholique di Parigi. Divenne professore alla Facoltà di teologia dello stesso istituto, della quale fu decano dal 1988 al 1994. Insegnò cristologia e teologia del religioni e promosse, durante il suo rettorato, la creazione dell'Istituto di arti sacre, che poi divenne l'Istituto superiore di teologia delle arti. Fu direttore del dipartimento di ricerca dell'Institut catholique di Parigi dal 1994 al 1997.
Dal 1991 è membro dell'Accademia internazionale di scienze religiose di Bruxelles della quale fu presidente dal 1993 al 1999.
Fu membro della Commissione teologica internazionale dal 1992 al 1997 e della Commissione storica e teologica del Grande Giubileo dell'anno 2000 dal 1995.

### Ministero episcopale
Il 23 ottobre 1997 papa Giovanni Paolo II lo nominò arcivescovo di Strasburgo. Ricevette l'ordinazione episcopale il 23 novembre successivo nella cattedrale arcidiocesano dall'arcivescovo emerito di Strasburgo Charles-Amarin Brand, coconsacranti l'arcivescovo metropolita di Tolosa Émile Marcus e il vescovo di Rottenburg-Stoccarda Walter Kasper. Durante la stessa celebrazione prese possesso dell'arcidiocesi.
In seno alla Conferenza episcopale di Francia fu membro della commissione dottrinale dal 1997 al 2003 e membro del consiglio permanente dal 2004 al 2006.
Fu consultore e poi membro del Pontificio consiglio della cultura.
Dal 2001 fece parte del "gruppo di San Gallo", un gruppo informale di chierici di alto rango e riformisti che si incontravano ogni anno a gennaio vicino a San Gallo, in Svizzera, per scambiarsi liberamente idee sulle questioni ecclesiastiche.
Il 25 agosto 2006 papa Benedetto XVI accettò la rinuncia al governo pastorale dell'arcidiocesi per motivi di salute. Rimase amministratore apostolico fino al 21 aprile 2007 quando il pontefice chiamò a succedergli monsignor Jean-Pierre Grallet. Il 1º aprile 2007 salutò ufficialmente la diocesi
Autore di numerose opere, collaborò con riviste teologiche e di scienze religiose come Concilium e Recherches de science religieuse, fondando e dirigendo anche la collana "Jésus et Jésus-Christ" presso le Éditions Desclée de Brouwer.

## Opere
- Sur l'identité chrétienne. Parigi: Desclée 1990 ISBN 2-7189-0459-3
- Le devenir de la théologie catholique mondiale depuis Vatican II: 1965–1999. Parigi: Beauchesne 2000 ISBN 2-7010-1399-2
- zus. m. Bernard Lauret u. Joseph Schmitt: Christologie. Parigi: du Cerf 2003 ISBN 2-204-07045-9
- La grâce de croire. 3 Bde. Parigi: Ed. de l'Atelier 2003-2004
  - 1. La révélation. 2003 ISBN 2-7082-3659-8
  - 2. La foi. 2003 ISBN 2-7082-3708-X
  - 3. La théologie. 2004 ISBN 2-7082-3722-5
- La grâce de vivre: entretiens avec Michel Kubler et Charles Ehlinger. Parigi: Bayard 2005 ISBN 2-227-47199-9
- Le christianisme et la foi chrétienne: manuel de théologie. 12 Bde. Parigi: Desclée 1985-1992

## Genealogia episcopale e successione apostolica
La genealogia episcopale è:
- Cardinale Scipione Rebiba
- Cardinale Giulio Antonio Santori
- Cardinale Girolamo Bernerio, O.P.
- Arcivescovo Galeazzo Sanvitale
- Cardinale Ludovico Ludovisi
- Cardinale Luigi Caetani
- Cardinale Ulderico Carpegna
- Cardinale Paluzzo Paluzzi Altieri degli Albertoni
- Papa Benedetto XIII
- Papa Benedetto XIV
- Papa Clemente XIII
- Cardinale Marcantonio Colonna
- Cardinale Giacinto Sigismondo Gerdil, B.
- Cardinale Giulio Maria della Somaglia
- Cardinale Carlo Odescalchi, S.I.
- Cardinale Costantino Patrizi Naro
- Cardinale Lucido Maria Parocchi
- Papa Pio X
- Papa Benedetto XV
- Papa Pio XII
- Cardinale Eugène-Gabriel-Gervais-Laurent Tisserant
- Papa Paolo VI
- Arcivescovo Charles-Amarin Brand
- Arcivescovo Joseph Pierre Aimé Marie Doré, P.S.S.

La successione apostolica è:
- Vescovo Lucien Prosper Ernest Fischer, C.S.Sp. (2000)
- Vescovo Christian George Nicolas Kratz (2001)
- Arcivescovo Jean-Pierre Grallet, O.F.M. (2004)